# 武汉市商业职工医院
武汉市商业职工医院位于中華人民共和國湖北省武汉市江汉区大兴一路，是一所二级甲等医院，商职医院是华中科技大学同济医学院教学医院。於1952年在现址创办，隶属于武汉市商业局管理。於2000年，划归江汉区卫生局接管。
武汉市商职医院门诊部设有内科、外科、妇产科、儿科、中医科、医保重诊专科、急诊科、眼科、皮肤科、伤科、口腔科、耳鼻喉科、肿瘤科、性病专科、发热门诊、肠道门诊、法医门诊等科室。

## 資料來源
1. ↑  市卫生局关于公布医疗机构等级结果的通知 的存檔，存档日期2016-03-04.
2. ↑  武汉年鉴编纂委员会编. . 武汉：武汉大学出版社. 1989.08: 273. ISBN 7-307-00550-6.
3. ↑  武汉市商业职工医院[永久]